# 龙溪水库
龙溪水库，位于中华人民共和国浙江省台州市玉环市大密溪村。

## 特点
1958年9月，龙溪水库开工。1962年冬，筑成。1966年，输水涵管出现渗漏后重修，1969年新开输水隧道。1970年，拆除心墙老涵管、回填黄泥夯实加固。1987年5月，续建工程完成，总库容361万立方米、正常库容300万立方米。工程总投资184.32万元，投工79.29万工。